# Le Bois-Robert
Le Bois-Robert este o comună în departamentul Seine-Maritime, Franța. În 1 ianuarie 2022 avea o populație de 385 de locuitori.

## Comune vecine
| Aubermesnil-Beaumais | Martigny               |                         |
|                      |                        | Saint-Germain-d'Étables |
| La Chaussée          | La Chapelle-du-Bourgay |                         |